# Anne-Marie Schjetlein
Anne-Marie Schjetlein, född den 16 april 1964 i Eksjö, är en svensk deckarförfattare.
Anne-Marie Schjetlein har en bakgrund som sjuksköterska, och hennes böcker utspelas delvis i sjukhusmiljö. Hon bokdebuterade 2014 med ”Döden kvittar det lika”. År 2016 kom uppfölljaren ”Döden den bitterbleka” och den tredje boken i serien ”Döden ingen ser” utgavs hösten 2017. Den fjärde delen i serien, "Döden under ytan", kom ut under våren 2019